# Список умерших в 606 году

## Февраль
- 22 февраля — Сабиниан, Папа Римский (604—606).

## Октябрь
- 9 октября — Кириак II, патриарх Константинопольский (595—606), святитель.

## Дата смерти неизвестна или требует уточнения
- Павсикакий Синадский, христианский святой, монах и аскет, епископ синадской церкви в Сирии.
- Пибба, король Мерсии (593—606).
- Сэнцань, третий патриарх чань-буддизма.